# Klein Miksa (rabbi)
Klein Miksa (Tolcsva, 1888. december 27. – Budapest, Terézváros, 1927. április 15.) rabbi.

## Életútja
Klein Vilmos és Kohn Sarolta fia. 1904-től 1914-ig volt a budapesti rabbiképző növendéke. 1913-ban avatták bölcsészdoktorrá Budapesten, 1915-ben pedig rabbivá. Oklevelének elnyerése után, még ugyanabban az évben kinevezték a Ferenc József Országos Rabbiképző Intézet tanárának, s annak alsó tanfolyamán Bibliát, Talmudot, zsidó történetet s héber és arámi nyelvtant adott elő. Szaktárgya a zsidó történelem volt. Ábrahám ben Dávidról jeles monográfiát írt. Szerkesztője volt a magyar- és héber nyelvű Blau-emlékkönyveknek. Munkatársa volt a Hazofeh héber nyelvű tudományos folyóiratnak, a Magyar Zsidó Szemlének, az Egyenlőségnek és a német nyelvű nagy Encyclopaedia Judaicanak. Halálát vakbélgyulladás és hashártyagyulladás okozta. Felesége Rechnitzer Margit volt.

## Művei
- Al-Baszir Juszuf: Al Kitâb Al-Muhtavî c. munkája 3. fejezetének 1. része és 19. fejezete Tobia ben Mózes héber fordításával. A M. Tud. Akadémia Kaufmann-alapítványának arab és a leydeni Warner-codex 41. sz. héber kézirata alapján. Doktori ért. Budapest, 1913
- Ábrahám ben Dávid mint történetíró, Budapest, 1917